# Jan Bołbott

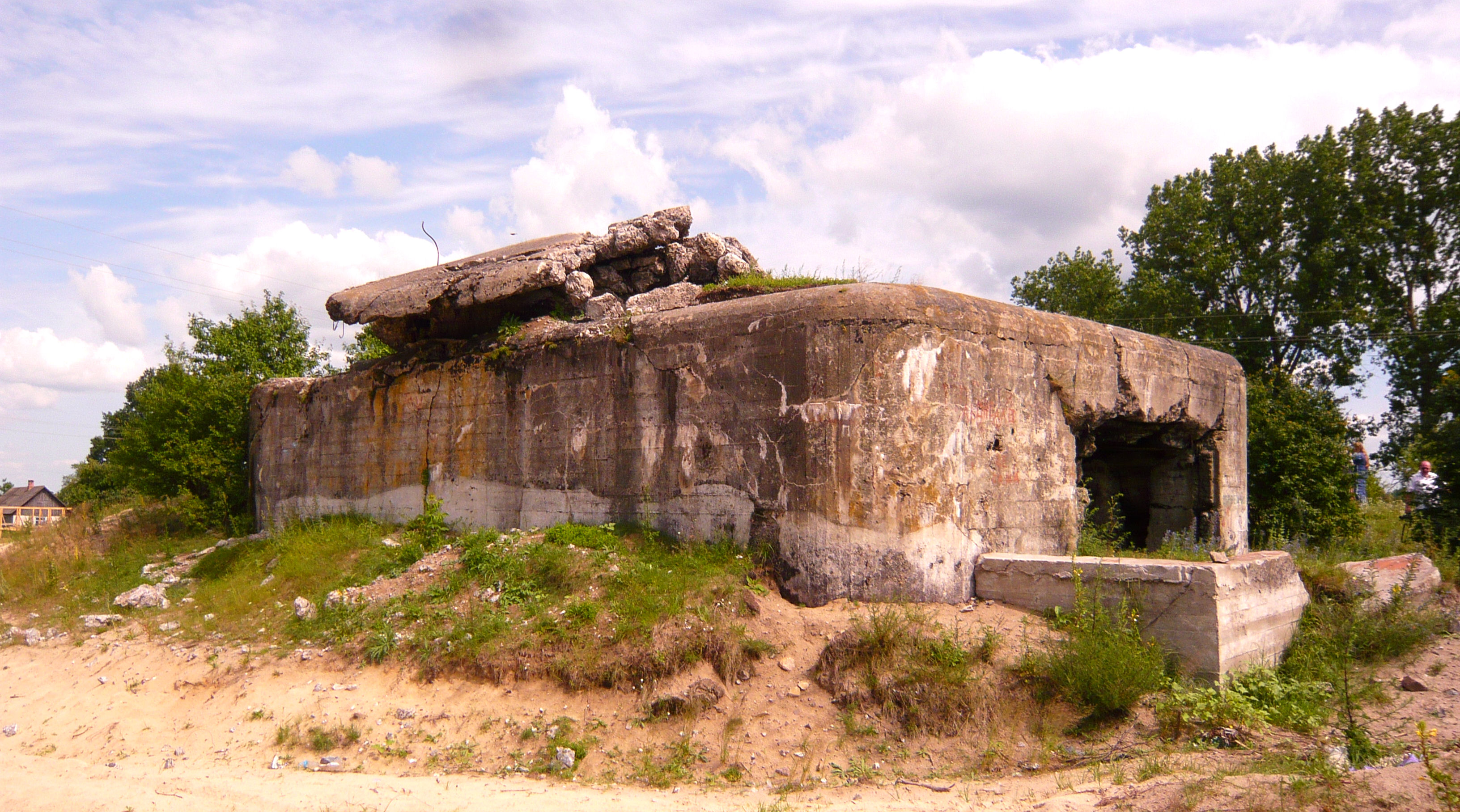
Bunkier, w którym zginął ppor. Jan Bołbott

Jan Bołbott (Bołbot) (ur. 28 kwietnia 1911 w Wilnie, poległ 20 września 1939 w rejonie wsi Tynne) – podporucznik rezerwy piechoty Wojska Polskiego.

## Życiorys
Był synem Janusza i Bronisławy z Wilczyńskich. W 1930 zdał maturę Państwowym Gimnazjum im. Króla Zygmunta Augusta w Wilnie. Jego kolegą gimnazjalnym był Czesław Miłosz, który po latach wspominał go w swojej książce „Abecadło Miłosza”. Po maturze został wcielony jako legionista do 6 pułku piechoty Legionów z którego został oddelegowany na Dywizyjny Kurs Podchorążych Piechoty 1 DP Leg. przy 5 pułku piechoty Legionów. W latach 1935–1939 studiował na Wydziale Prawa i Nauk Społeczno Ekonomicznych Katolickiego Uniwersytetu Lubelskiego. Pół roku przed wybuchem wojny wziął ślub z Heleną Wojciechowską.
W sierpniu 1939 został zmobilizowany do batalionu fortecznego KOP „Sarny” i wyznaczony na stanowisko dowódcy plutonu „Tynne” w 4 kompanii. Od 17 września 1939, po agresji ZSRR na Polskę, przez cztery dni walczył z Armią Czerwoną. Zginął 20 września 1939 w wysadzonym bunkrze w okolicach wsi Tynne.
1 czerwca 1989 Prezydent Rzeczypospolitej Polskiej na Uchodźstwie Ryszard Kaczorowski odznaczył pośmiertnie Jana Bołbotta Krzyżem Srebrnym Orderu Virtuti Militari.
25 września 2004 imię ppor. rez. Jana Bołbotta otrzymała Strażnica Straży Granicznej w Dołhobrodach (aktualnie Placówka Nadbużańskiego Oddziału Straży Granicznej).
17 września 2008 w Lublinie, w budynku Collegium Iuridicum (dawny gmach Szkoły Lubelskiej) Katolickiego Uniwersytetu Lubelskiego Jana Pawła II przy ulicy Spokojnej, została odsłonięta tablica upamiętniająca Jana Bołbotta, projektu Zbigniewa Kotyłły.
17 grudnia 2009 Rada Miasta Lublina uchwałą Nr 923/XXXVII/2009 nadała jednej z ulic miasta imię Jana Bołbotta.